# 奧特利站
奧特利站（英語：Oatley Station）是雪梨城市鐵路的東郊及伊拉瓦拉線的一個沿線車站，它服務悉尼的的一個往宅區—月地。它有一個島形月台，而北面的交替路軌使列車能在任何月台上停下，即使平時也不會用到。車站山口設在北面，是一條前往奧特利街（Oately Street）和某架道（Mulga Road）的隧道。

## 歷史
奧特利站在1886年開幕，並且是伊拉瓦拉線第一次電氣化的終站。

## 月台服務
大部份時間每小時會在2班列車，星期一至五的繁忙時間會加設班次。有時會有南海岸線的列車停在此站。
1號月台
- 東郊及伊拉瓦拉線 — 往邦迪聯運。

2號月台
- 東郊及伊拉瓦拉線 — 往瀑布。

### 傷殘人士設施
該站以行人隧道通往路面，但不設其他傷殘人士設施。

## 外部連結
| 往都會區 | 往都會區 | 路線             | 往外城 | 往外城 |
| 麼谷     | ←        | 東郊及伊拉瓦拉線 | →      | 高霧   |